# Guerreros de Tabasco
Guerreros de Tabasco war ein Fußballverein aus Villahermosa, der Hauptstadt des mexikanischen Bundesstaates Tabasco.

## Geschichte
Die Guerreros (span. Bezeichnung für Krieger) waren ein Franchise, das im Sommer 2006 durch den Erwerb der Zweitligalizenz der Delfines de Coatzacoalcos entstand und für eine Halbsaison in der zweitklassigen Primera División 'A' vertreten war.
Die Mannschaft startete mit vier Siegen und einem Remis außerordentlich erfolgreich in die Saison und verlor erstmals am sechsten Spieltag (0:1 bei Pumas Morelos). Ab diesem Zeitpunkt folgte allerdings nur noch ein einziger Sieg (am 14. Spieltag gegen Pegaso Real de Colima), so dass die Guerreros am Ende der Apertura 2006 nur den vorletzten Platz in ihrer Gruppe einnahmen. Den letzten Platz belegte ausgerechnet das Toluca-Farmteam Atlético Mexiquense, gegen das die Guerreros am zehnten Spieltag ihre höchste Niederlage (1:4) bezogen hatten. Ihren höchsten Sieg hatten sie bereits am ersten Spieltag gegen die UAT Correcaminos (4:0) erzielt.

## Bekannte Spieler
Zu den bekanntesten Spielern der Guerreros, die sich bereits nach einem halben Jahr wieder aus der Liga zurückzogen und ihre Lizenz an den späteren mexikanischen Meister Xolos de Tijuana veräußerten, gehörten die zeitweise auch in der ersten Liga aktiven Marco Antonio Ballesteros (2000–2001 beim León FC unter Vertrag) und José Milián (unter anderem von 1997 bis 2001 bei Necaxa) sowie der argentinische Stürmer Diego Olsina, der mit seinen neun Treffern in dieser Halbsaison zu den Toptorjägern der Liga zählte. Ferner gehörte Olsina gemeinsam mit dem Mexikaner Joshua Ábrego zu den Spielern der Guerreros, die mit dem „Nachfolgeverein“ Xolos de Tijuana in der Apertura 2012 den mexikanischen Meistertitel gewannen.